# Anatomisch model
Een anatomisch model is een driedimensionale voorstelling van de verschillende anatomische structuren van het menselijk, dierlijk of plantaardig lichaam. Het biedt een waarheidsgetrouwe en tastbare manier om de complexiteit van de anatomie te bestuderen en te onderwijzen.

## Beknopte geschiedenis
Anatomische modellen worden al meer dan 4 millennia gemaakt. De vroegste vermelding van het gebruik ervan in het medisch onderwijs dateert uit de middeleeuwen. In de 11e eeuw werden in China levensgrote koperen anatomische modellen gemaakt met 354 acupunctuurpunten.

Tussen de 16e en 18e eeuw werd ivoor een populair modelleermiddel om de spierstructuur en de locatie van de belangrijkste inwendige organen te laten zien. In de 17e en 18e eeuw gaven kunstenaars de voorkeur aan gekleurde was voor een realistischere weergave van ontlede figuren en organen. De kruisbestuiving tussen kunst en wetenschap leidde ertoe dat de kunstenaars uit die tijd uitzonderlijk hoge normen haalden en anatomische details met ongekende nauwkeurigheid weergaven. In de 19e eeuw bracht de introductie van anatomische modellen van papier-maché een vergelijkbare mate van detail over als wassen modellen, maar door hun eenvoudige constructie waren ze gemakkelijker verkrijgbaar en betaalbaar, waardoor de voorkeur voor instructieve modellen veranderde.

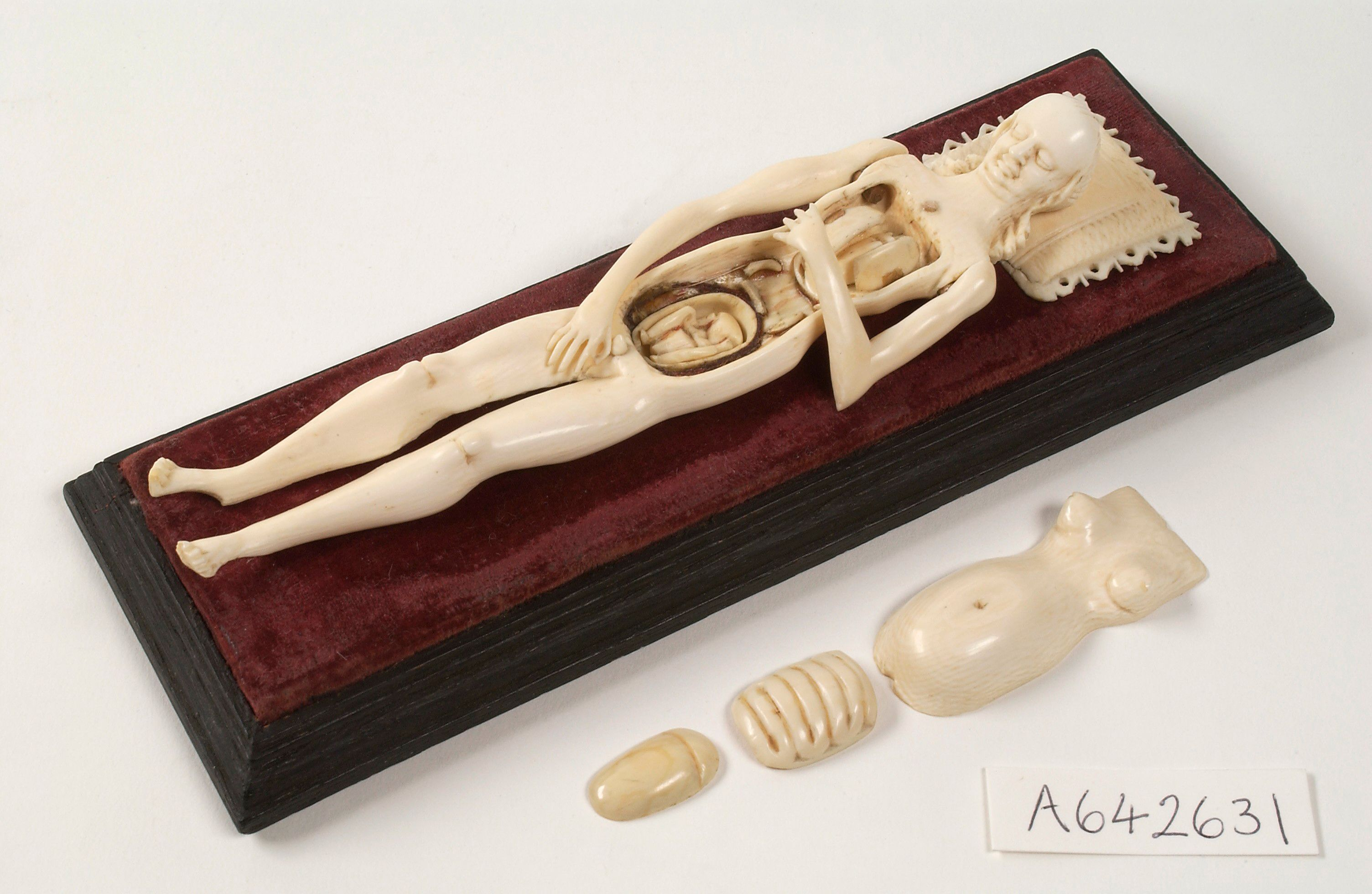
Een ivoren anatomisch model van een zwangere vrouw, met uitneembare delen (The Welcome Collection, Londen)

In de 20e eeuw werden plastic en andere synthetische materialen de keuze voor anatomische modellering. In de jaren 1970 kwam het idee van plastinatie in zwang. Deze plastic modellen worden in de 21e eeuw nog regelmatig gebruikt, hoewel belangrijke ontwikkelingen in de computergrafiek en visualisatie de overhand nemen.

## Renaissance
Tijdens de Renaissance wilden de kunstenaars de juiste proporties in het menselijk lichaam zo correct mogelijk afbeelden. Leonardo de Vinci was hierin een voorloper, gevolgd door Vesalius, die in 1543 zijn De humani corporis fabrica Libri Septem uitgaf met honderden kwalitatief hoogstaande afdrukken  met hoge wetenschappelijke juistheid.
De praktijk van de publieke dissecties verhoogde aanzienlijk de interesse van het geïnteresseerde (of op sensatie beluste) publiek. Het was de enige manier om de anatomie te tonen en te onderwijzen aan artsen en chirurgen in spé. Deze dissecties  - samen met de verbetering van de gravure- en druktechniek - gaven aanleiding tot een grote hoeveelheid kwalitatief hoogstaande afbeeldingen die verspreid werden. Sommigen combineerden  in hun afbeeldingen anatomie met kunst, zoals Jacques Fabien Gautier Dagoty.

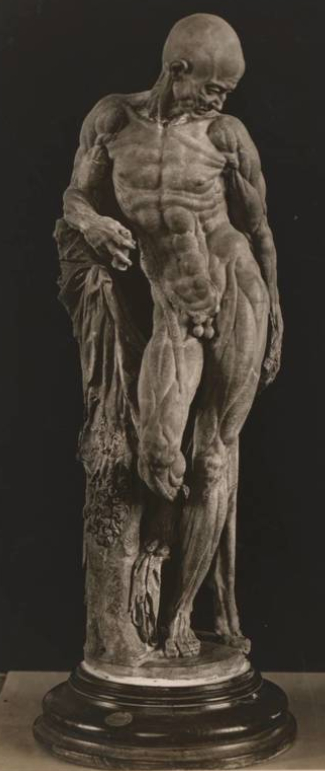
Anatomische studie van Willem van den Broecke, 1563, terracotta, Kunsthistorisches Museum, Wenen

Toch waren er nog een aantal nadelen aan de toenmalige manier van de driedimensionale studie van het menselijk lichaam:
- gebrek aan (legale) lijken
- de vergankelijkheid ervan
- de tweedimensionale afbeeldingen voldeden niet aan een correcte voorstelling van de ruimtelijke organisatie van de anatomie

Door de alliantie van de chirurg-anatoom-leraar en de beeldhouwer ontstond het concept van driedimensionale waarheidsgetrouwe voorstellingen. Vooral in de tweede helft van de 18e en de eerste helft van de 19e eeuw floreerde deze praktijk, alhoewel hij al eerder toegepast werd Florence (13e eeuw) en in Frankrijk om afbeeldingen (bustes) te maken van (vooral koninklijke) overledenen.

## 17e tot 19e eeuw

### Duitsland
De eerste bekende ivoren modellen werden gemaakt door de Neurenbergse ivoorsnijder Stephan Zick (1639-1715). De meeste bewaarde exemplaren zijn van Duitse origine, alhoewel ze ook in Frankrijk en Italië werden gemaakt. Ze werden doorgegeven van arts op arts.
Ze zijn met de hand gesneden, complex en zelden langer dan een hand. Toch onthullen ze een aantal minuscule ivoren organen wanneer de bovenkant van het lichaam wordt geopend. De meeste van deze (meestal vrouwelijke) modellen hebben  een kleine foetus. Er zijn in 2023  iets meer dan honderd van deze ivoren modellen bekend in collecties.
Het blijft een beetje raden naar de werkelijke bedoelingen van deze figuurtjes. Hoewel deze beeldjes in anatomisch opzicht niet erg functioneel lijken , maakten ze deel uit van een wunderkammer-mentaliteit waarbij objecten symbolen werden van de curiositeiten van het universum. 
In 2007 werd een model van de Franse verloskundige Francois Mauriceau (1637-1709) verkocht door veilinghuis Christie's. Het beeldje uit c. 1700 droeg een inscriptie, door de verkopers getranscribeerd als "voor de ziekten van zwangere vrouwen en vrouwen die net zijn bevallen", wat erop zou kunnen wijzen dat het voor onderwijsdoelen werd gebruikt. 

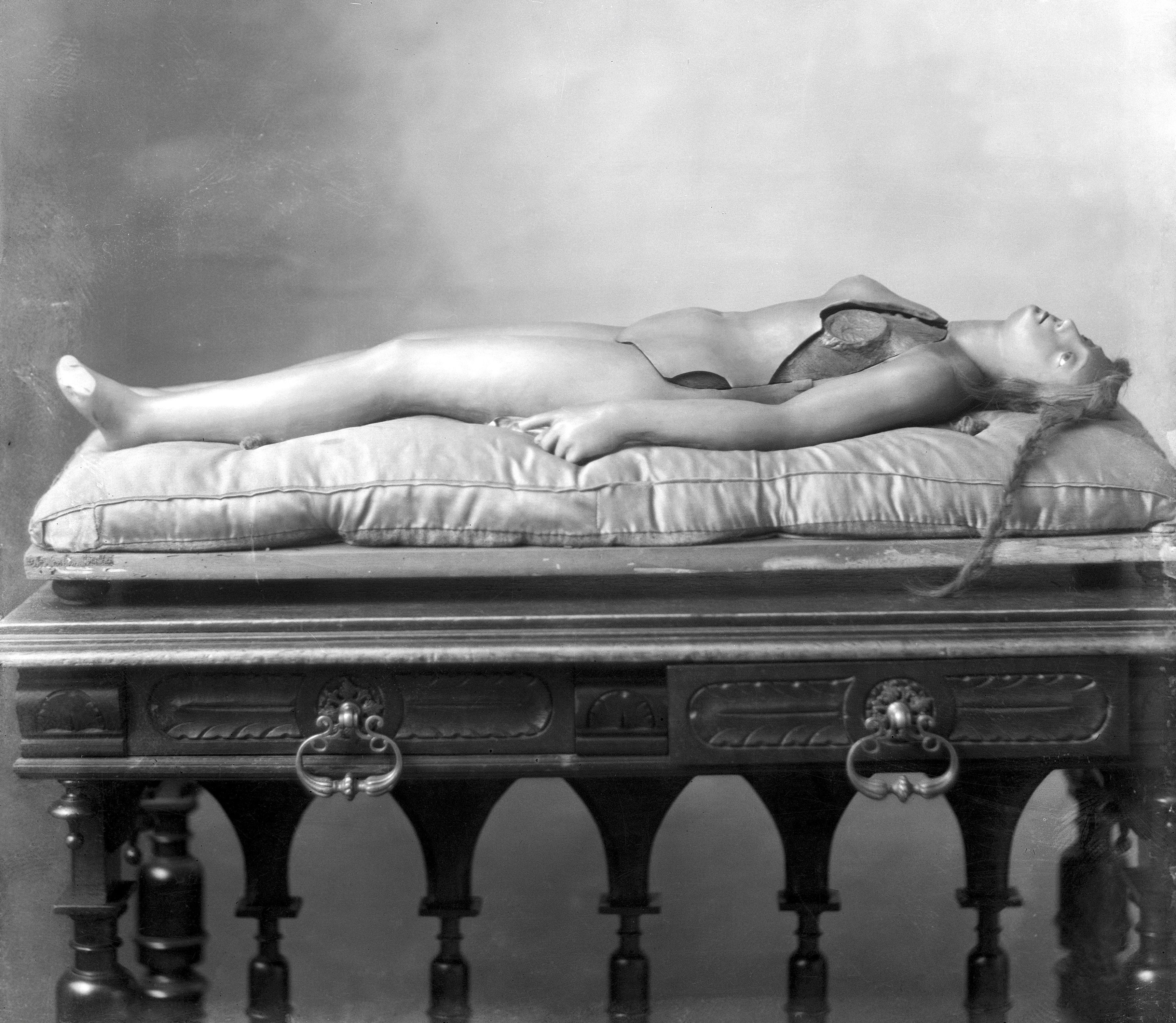
Vrouwenfiguur gemaakt uit was met uitneembare lichaamsonderdelen, van de hand van Anna Morandi Manzolini, 18e eeuw, Bologna (Wellcome Collection, London)

### Bologna
Het oudste model in was voor educatieve doeleinden werd gemaakt op het einde van de 17e eeuw door de Siciliaanse arts Gaetano Giulio Zumbo. Onder impuls van kardinaal Prospero Lembertini (de latere paus Benedictus XIV) werd zijn werk verder gezet door Ercole Lelli (1702-1766), zijn assistent  Giovanni Manzolini (1700-1755) en diens echtgenote Anna Morandi Manzolini (1714-1774); deze laatste breidde de collectie uit met gynaecologische modellen,  op aangeven van Giovanni Antonio Galli (1708–1782).  Giuseppe Astorri (1785-1852) en zijn leerling Cesare Bettini (1814-1885) waren leden van de volgende generatie.  Bettini ging verder dan de 'normale' anatomie en fabriceerde ook pathologische modellen. 

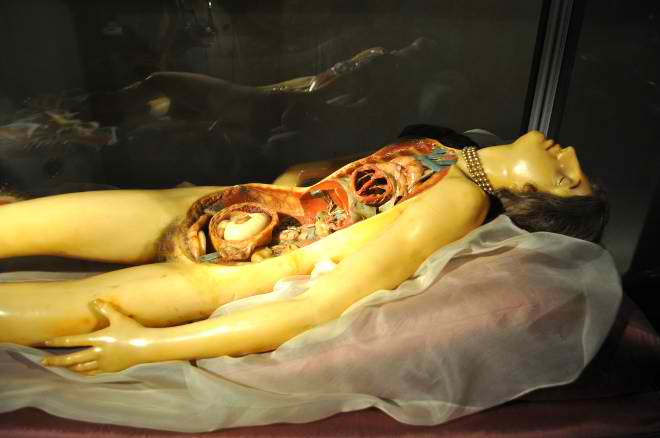
De “Venerina” van Clemente Susini gemaakt uit was in het Museum Palazzo Poggi in Bologna

### Firenze
Onder impuls van de Medici's ontstond ook in Firenze een centrum voor het maken van anatomische modellen met was en terracotta, dat later bekend werd onder de naam La Specola. Na een bezoek van Felice Fontana aan zijn collega's in Bologna, huurde hij een aantal specialisten in: de Florentijnse beeldhouwer Giuseppe Galletti, Giuseppe Ferrini, Antonio Matteucci en Clemente Susini. Van deze laatste is vooral het uit bijenwas gemaakte beeld van een stervende zwangere vrouw bekend (La Venerina).
La Specola werd bezocht door keizer Jozef II die een groot aantal modellen had besteld bij Susini voor zijn eigen Museum Josephinum in Wenen.

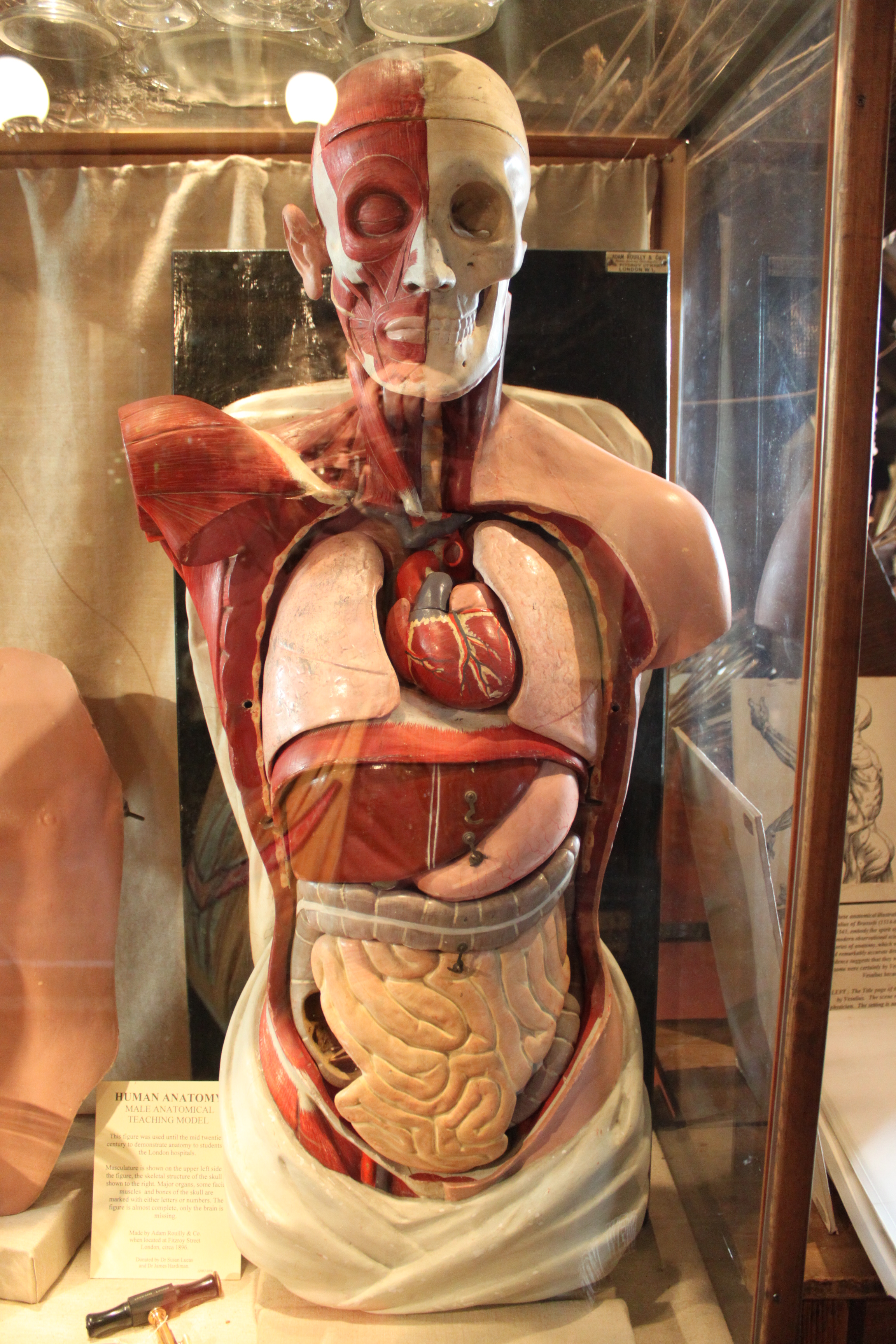
Een mannelijk anatomisch model, Old Operating Theatre (Londen)

In 1790 begon Fontana met de uitwerking van het idee van houten modellen; door de oorlogen kwam het idee niet van de grond. Aan een indrukwekkend voorstelling van een mens, bestaande uit 3000 uitneembare houten stukken met op elk onderdeel 100 details, werkte hij 10 jaar.

### Republiek der Zeven Verenigde Nederlanden
In Amsterdam brachten Jan Swammerdam en  Frederik Ruysch de studie van het vaatstelsel tot hoge ontwikkeling dankzij vulling ervan met gekleurde was. 

### Zuidelijke Nederlanden
Injectiemethode uit 1830 van Adolphe Burggraeve (Gent).

### Frankrijk
Marie-Catherine (Marguerite)  Bihéron (1719-1795) was zeer bedreven in het vak van anatomische wassen modellen (de was die ze gebruikte 'smolt niet'), maar moest uitwijken naar Engeland omdat vrouwen in Frankrijk geen anatomie mochten doceren.
Op Parijse salon van 1771 stelde André-Pierre Pinson (1746-1828) zijn eerste wassen anatomisch beeld voor: een gevilde arm.Hij maakte ook vele voorstellingen van het oog.
Als arts en hoogleraar aan de medische faculteit van Caen was Jean-François Ameline (1763-1835) de eerste die ook papier-maché gebruikte voor zijn anatomisch modellen. Ameline koesterde veel wrok tegen zijn rivaal Louis Auzoux, die hij beschouwde als een plagiator van zijn techniek. Auzoux verbeterde echter de techniek aanzienlijk.
De (van oorsprong Belgische) ambachtsman Jules Baretta (1833-1923) , gespecialiseerd in het maken kunstfruit uit papier-maché, werd in 1863  'ontdekt' door de dermatoloog Charles Lailler, verbonden aan het Parijse hospitaal Saint-Louis, die hem vroeg om wassen afgietsels van huid- en geslachtsziekten te maken. De studiecollectie bevat een kleine 5000  wasmodellen die opgesteld staan in een museum aan het ziekenhuis Saint-Louis. De collectie wasmodellen maakte destijds zo’n indruk, dat vele ziekenhuizen (Wenen, Breslau, Athene, Moskou, Tokio) verzamelingen gingen aanleggen, waarbij ieder zijn eigen wasrecept ontwikkelde. Er werden allerlei materialen verwerkt, zoals talkvet, varkensreuzel, hars en terpentijn.

### Groot-Brittannië
Toen Joseph Towne (1806-1879) 17 jaar was, maakte hij een menselijk skelet uit was dat hij opstuurde naar de universiteit van Cambridge; ze vonden het te kunstzinnig. Op zijn vraag welke fouten er in zaten, kon niemand iets opmerken; pas nadat een arts het skelet had voorzien van een certificaat, werd het aanvaard.

## Methode
De ambachtlui die dit vak beheersten hielden hun werkmethode voor zich zodat er niet veel bekend is over hun manier van werken en de materialen die ze gebruikten. Een vroeg patent is dat van Alphonse Kroener (GB190218561) uit 1902, waar er sprake is van drie- lagen die op het gipsen negatief werden aangebracht:
... Er wordt eerst een gipsen afgietsel of holle mal van het onderdeel of lid gemaakt en een dunne laag of huidlaag van gekleurde was of wassamenstelling wordt met een kwast aangebracht op de binnenwand van het afgietsel. De kleur moet zo precies mogelijk overeenkomen met de buitenkant van het gezonde of ongezonde deel dat gereproduceerd moet worden. Een voorstelling van de aderen, slagaders, spieren, enz. die door de huid heen zichtbaar zijn, wordt aan de achterkant van de dunne laag geschilderd en vervolgens wordt een tweede laag met een geschikte vleestint aangebracht. Als deze voldoende dik is, wordt de mal opgevuld met een compositie waarvan de kleur niet van belang is. De transparante aard van de materialen zorgt ervoor dat de geschilderde slagaders en dergelijke op een natuurlijke manier door de huid heen te zien zijn ....— Patent GB190218561 (Improved Method of Producing Models or Reproductions of Parts of the Human Body)
Opmerkelijk zijn de wassoorten die hier vernoemd worden: damarhars, carnaubawas, bijenwas, mastiek, sumakwas, bourgondische pek, paraffine, ricinusolie en pigmenten.
Soms werden zelfs glazen ogen aangebracht en haren geïmplanteerd.

## Tentoongestelde anatomische modellen
De collectie Schiffman-Binda-Bonardo is grotendeels verloren gegaan door verkoop aan particulieren;  enkele objecten zijn verdeeld over musea.
Musea die nog wel anatomische modellen tentoonstellen:
- ULB-Geneeskunde-Museum, Anderlecht
- Anatomisch instituut, Gent
- Rijksmuseum Boerhaave, Leiden
- Museo di palazzo Poggi, Bologna waar zich o.a. La Venerina bevindt
- Het Science Museum, Londen
- The Old Operating Theatre Museum, Londen
- Deutsches Historisches Museum (DHM), Berlijn
- Gordon Museum of Pathology (deel van King's College London)
- Musée des arts et métiers, Parijs
- The Wellcome Collection, Londen
- Le Musée des Moulages, Hôpital Saint-Louis, Parijs.